# Pehuenchesuchus
Pehuenchesuchus enderi
Genre
Espèce
Pehuenchesuchus est un genre éteint de crocodyliformes, un clade qui comprend les crocodiliens modernes et leurs plus proches parents fossiles. Il est rattaché au sous-ordre des Notosuchia (ou notosuchiens en français) et aux clades des Ziphosuchia et des Sebecosuchia et, plus précisément à la famille des Sebecidae.
Une seule espèce est rattachée au genre : Pehuenchesuchus enderi, décrite par Alan H. Turner et Jorge O. Calvo en 2005.

## Étymologie
Son nom de genre Pehuenchesuchus est composé du nom des Pehuenches, un peuple indigène qui faisait partie du groupe des mapuches au Chili, et en Argentine où a été découvert l'holotype, et du mot du grec ancien σοῦχος Soũkhos, « crocodile », pour donner « crocodile des Pehuenches ». Le nom d'espèce enderi fait allusion à Andrew « Ender » Wiggin, un personnage de l'oeuvre de science fiction d'Orson Scott Card, le Cycle d’Ender.

## Découverte et datation
Son fossile a été découvert dans le Crétacé supérieur près de la petite ville de Rincón de los Sauces dans la province de Neuquén dans le nord de l'Argentine. Ils proviennent de sédiments considérés tout d'abord comme appartenant à la formation géologique du Río Neuquén, avant d'être ré-attribués en 2015 par L. S. Filippi et ses collègues à la formation de Bajo de la Carpa, datées du Santonien, soit il y a environ entre 85,7 et 83,6 millions d'années,.

## Description
L'holotype, référencé PV-CRS-440, est un os dentaire droit, isolé, presque complet.
La mandibule de Pehuenchesuchus est haute et étroite, elle porte une denture hétrodonte qui se différence cependant de toutes celles des autres sébécosuchiens par l'absence de dentelures sur le tranchant de ses dents. Les première et quatrième dents sont les plus grandes et la première dent est légèrement tournée vers l'avant. La partie préservée du dentaire mesure 21 centimètres de long.

## Classification
En 2005, les inventeurs du genre le classent comme un sébécosuchien basal. 
En 2014, Diego Pol et ses collègues conduisent une synthèse phylogénétique, intégrant les nombreux nouveaux genres et espèces découverts au début des années 2010. Elle compile plusieurs études phylogénétiques antérieures pour aboutir à une matrice incluant 109 Crocodyliformes et genres proches dont 412 caractères morphologiques sont étudiés. Les Notosuchia selon D. Pol et al. regroupent 45 genres et 54 espèces. De leur analyse, il résulte que  Pehuenchesuchus est bien classé comme un Sebecosuchia, mais au sein de la famille des Sebecidae en groupe frère du genre Lorosuchus. Toutefois les auteurs indiquent que cette position demande à être confirmée au regard de l'aspect très fragmentaire du fossile disponible.